# Aromobates ornatissimus
Aromobates ornatissimus é uma espécie de anfíbio anuro da família Aromobatidae. Está presente na Venezuela. A UICN classificou-a como em perigo crítico.